# Holubovaea roystoneicola
Holubovaea roystoneicola är en svampart som beskrevs av Mercado 1983. Holubovaea roystoneicola ingår i släktet Holubovaea, divisionen sporsäcksvampar och riket svampar.   Inga underarter finns listade i Catalogue of Life.